# Беримбау

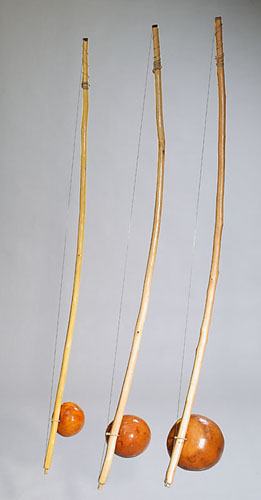
Три беримбау: (слева направо) виола, медиу, гунга.

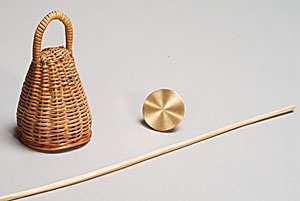
Кашиши, добрау и бакета

Беримба́у (порт. berimbau) — однострунный ударный музыкальный инструмент, родом из Бразилии. Происхождение беримбау до конца не установлено, но, наиболее вероятно, он имеет африканские корни. Беримбау тесно связан с бразильским боевым искусством капоэйра, также является частью традиции Кандомбле.
Существует 3 вида беримбау, различающиеся по тону: гунга (низкий тон), медиу (средний тон) и виола (высокий тон). В современных школах капоэйры используют все три вида беримбау, но в капоэйре режионал использовали только гунгу.
Беримбау состоит из кабасы (резонирующая тыква), верги (палка, на которую натягивают струну), араме (струна), добрау (монета) или педра (камень) (прижимают к струне для изменения звука), кашиши (плетёная корзинка, которая издаёт дополнительный звук при игре) и бакеты (палочка, которой извлекают звук).

## Звук
При игре для капоэйры используются три звука беримбау: открытый (тон), закрытый (тинь) и шуршащий (ч).
Открытый звук достигается при ударе по струне, когда добрау не касается струны. Закрытый звук достигается при сильно прижатом к струне добрау (беримбау звучит выше). Шуршащий звук достигается тогда, когда добрау едва касается струны.